# Громада (Житомирская область)
Громада (укр. Громада) — село на Украине, основано в 1775 году, находится в Любарском районе Житомирской области.
Код КОАТУУ — 1823183301. Население по переписи 2001 года составляет 1505 человек. Почтовый индекс — 13132. Телефонный код — 4147. Занимает площадь 14,937 км².